# Skrylewka
Skrylewka (ros. Скрылевка) – wieś (ros. село, trb. sieło) w zachodniej Rosji, w sielsowiecie szeptuchowskim rejonu korieniewskiego w obwodzie kurskim.

## Geografia
Miejscowość położona jest nad rzeką Kriepna (dopływ Sejmu), 2,5 km od centrum administracyjnego sielsowietu szeptuchowskiego (Szeptuchowka), 17 km od centrum administracyjnego rejonu (Korieniewo), 80 km od Kurska.

## Demografia
W 2010 r. miejscowość zamieszkiwały 62 osoby.